# 하장고등학교
하장고등학교(下長高等學校)는 강원도 삼척시 하장면 광동리에 있었던 공립 고등학교이다.

## 학교 연혁
- 1969년 2월 2일 : 황지중학교 하장분교로 인가
- 1969년 3월 29일 : 1학년 입학식 및 2개 교실 준공
- 1969년 10월 14일 : 하장중학교로 인가 (3학급)
- 1970년 3월 11일 : 초대 홍맹식 교장 취임
- 1985년 3월 2일 : 하장고등학교 설립 승인 (중고 병설)
- 1985년 11월 28일 : 본관 건물 1,2층, 교실 8실 준공
- 2018년 9월 1일 : 제15대 이병만 교장 취임
- 2019년 1월 8일 : 제31회 졸업식 거행(졸업생 5명, 누계 1,009명)
- 2019년 3월 4일 : 2019학년도 신입생 6명 입학식(남 3명, 여 3명)
- 2022년 2월 28일 : 37년만에 폐교[2]

## 참고 자료
- 하장고등학교 - 한국교육학술정보원 학교알리미